# Tatort: Nach eigenen Gesetzen
Nach eigenen Gesetzen ist ein Fernsehfilm aus der Krimireihe Tatort der vom Hessischen Rundfunk (HR) produziert und am 16. Januar 2000 im Programm Das Erste zum ersten Mal gesendet worden. Es handelt sich um die 434. Tatort-Folge und den 24. Fall des Kriminalhauptkommissars Edgar Brinkmann, verkörpert durch Karl-Heinz von Hassel.

## Handlung
Der Privatdetektiv Kurt Seide wird von seiner Freundin Ines Lattki verblutet in seiner Dusche aufgefunden. Exakt dosierte Betäubungsmittel im Blut deuten auf Fremdeinwirkung hin.
Die Radiojournalistin Dr. Sonja Hold macht die Bekanntschaft von Kriminalhauptkommissar Brinkmann und begleitet ihn bei seinen Ermittlungen.
Der Waffenhändler Walter Korenke hatte Seide beauftragt, das Café Hassler zu observieren, den Treffpunkt einer Gruppe Rechtsradikaler. Er bestreitet, dass es dabei um Waffengeschäfte gegangen sei; vielmehr habe seine Frau ein Verhältnis mit einem der Café-Gäste gehabt. Korenke habe Seide beim Fischen auf den Bahamas kennengelernt, ebenso wie den Chirurgen Dr. Goltz.
Dann geschieht ein zweiter Mord nach gleichem Muster an Thorsten Beer. Der sollte sich nach Aussage seines homosexuellen Freundes im Auftrag des Detektivs an eine Frau heranmachen. Die Kommissare suchen Gerd Hassler auf, der kurz zuvor angeschossen wurde und dies nicht überlebt.
Brinkmann geht von zwei Tätern aus: Seide und Beer wurden aus der Nähe mit einem Messer ermordet, Hassler mit einer Pistole auf Distanz. Er verfolgt nun die Verbindung Korenke – Seide – Goltz, die sich beim Hochseeangeln kennengelernt hatten. Der Chirurg Dr. Goltz mimt den Unwissenden. Korenke wird nach seiner Rückkehr aus Prag festgenommen, er ist der Distanztäter. Brinkmanns Instinkt rettet Dr. Goltz vor einem Anschlag von Dr. Sonja Hold, die von Seide, Beer und Dr. Goltz gedemütigt worden war. Direkt nach dem Mord an Seide hatte sie sich geschickt an Brinkmann herangemacht und war so immer über den Stand der Ermittlungen informiert.

## Rezeption

### Einschaltquoten
Die Erstausstrahlung von Nach eigenen Gesetzen am 16. Januar 2000 erreichte für Das Erste einen Marktanteil von 20,08 Prozent und wurde in Deutschland von 7,51 Millionen Zuschauern gesehen.

### Kritik
TV Spielfilm bewertete den Film mittelmäßig und urteilte: „Kommissar ‚Fliege‘ kommt wieder schnarchig daher, und auch der Fall ist diesmal viel zu leicht zu durchschauen. So machen Krimis keinen Spaß.“